# Jan Kok
Johan Adolph Frederik Kok dit Jan Kok, né le 9 juillet 1889 à Soerabaja à l'époque aux Indes orientales néerlandaises et aujourd'hui en Indonésie, et mort le 2 décembre 1958 à Zeist, est un footballeur international néerlandais, qui évoluait au poste de milieu de terrain.

## Biographie

### Carrière en club
Il passe l'intégralité de sa carrière de joueur au Koninklijke UD.

### Carrière en sélection
Il fait partie de la sélection néerlandaise lors des Jeux olympiques de 1908, compétition lors de laquelle il remporte la médaille de bronze. Lors du tournoi olympique organisé à Londres, il ne dispute qu'un seul match, face à la Suède, ce qui constitue son unique sélection.

## Palmarès
Pays-Bas
- Jeux olympiques :
  -  Bronze : 1908.